# Bataille de Fallen Timbers
Guerre amérindienne du Nord-Ouest
Batailles
- Raid de Logan
- Campagne de Harmar
- Big Bottom
- Dunlap's Station
- Campagne de Blackberry
- Kenapacomaqua
- Wabash
- Fallen Timbers

La  bataille de Fallen Timbers  (20 août 1794) fut la dernière bataille de la guerre amérindienne du Nord-Ouest, conflit qui opposa les Amérindiens et le gouvernement des États-Unis pour le contrôle du territoire du Nord-Ouest (une zone délimitée au sud par la rivière Ohio, à l'ouest par le fleuve Mississippi et au nord-est par les Grands Lacs). La bataille, qui fut une victoire décisive pour les États-Unis, mit un terme relatif aux hostilités dans la région jusqu'à la guerre de Tecumseh et la bataille de Tippecanoe en 1811.

## Contexte
La ligne de démarcation de la rivière Ohio établie avec la Grande-Bretagne par le Traité de Fort Stanwix en 1768 reconnut certaines terres comme appartenant aux nations amérindiennes. Après la Révolution américaine cependant, les États-Unis ont maintenu que les nations indiennes ne possédaient plus les terres de la région de l'Ohio, citant un article du traité de Paris de 1783, dans lequel la Grande-Bretagne a convenu de céder les terres ayant appartenu à des nations autochtones. Les Amérindiens ont rejeté la notion selon laquelle les Britanniques ou les Américains pourraient disposer de leurs terres tribales sans leur consentement. Ils soulignèrent qu'ils n'étaient pas représentés lors des négociations, qu'ils n'ont pas signé le traité et que ses dispositions par lesquelles on prévoit la cession de leurs territoires leur sont inopposables. Comme les colons américains commençaient à pénétrer en nombre croissant sur le territoire de l'Ohio, les Amérindiens les ont considérés comme des intrus indésirables. De son côté le gouvernement des États-Unis a maintenu leur droit de saisir les terres conformément aux articles du Traité de Paris,.
La Confédération amérindienne de l'ouest, une alliance de nations amérindiennes, avait été formée pour se battre pour conserver leurs terres traditionnelles. Elle avait obtenu plusieurs victoires sur les forces militaires des États-Unis en 1790 et 1791, alarmant l'administration du Président George Washington. Washington s'est rendu compte que les colons étaient en grande partie responsables des violences. Néanmoins, il fit des préparatifs pour vaincre l'alliance parce que les batailles étaient devenues plus meurtrières. En 1792, Washington donna l'ordre au héros de la guerre d'indépendance américaine Anthony Wayne de former et de conduire une nouvelle armée pour écraser la résistance à la colonisation américaine. Wayne pouvait voir que les campagnes précédentes n'avaient pas mis en cause la discipline et la formation était insuffisante. Il avait le temps de former ses bénévoles, étant donné que les négociations de paix ont eu lieu à l'été 1793. 
Le chef shawnee Blue Jacket et le chef lenape Buckongahelas, encouragés par leurs victoires précédentes et l'espoir du maintien du soutien Britannique, ont plaidé pour un retour au traité de Fort Stanwix de 1768. Ils ont rejeté les traités ultérieurs, pour lesquels ils n'avaient jamais été consultés, et qui avaient cédé les terres au nord de la rivière Ohio aux États-Unis. Une faction dirigée par l'influent chef mohawk Joseph Brant a tenté de négocier un compromis, mais Blue Jacket n'accepterait rien de moins qu'une limite de la rivière Ohio, que les Américains ont refusé d'admettre. Ainsi, le gouvernement américain a mené une guerre pour la possession de la région de l'Ohio des terres amérindiennes, sous la direction du Secrétaire à la guerre Henry Knox.

## Bataille

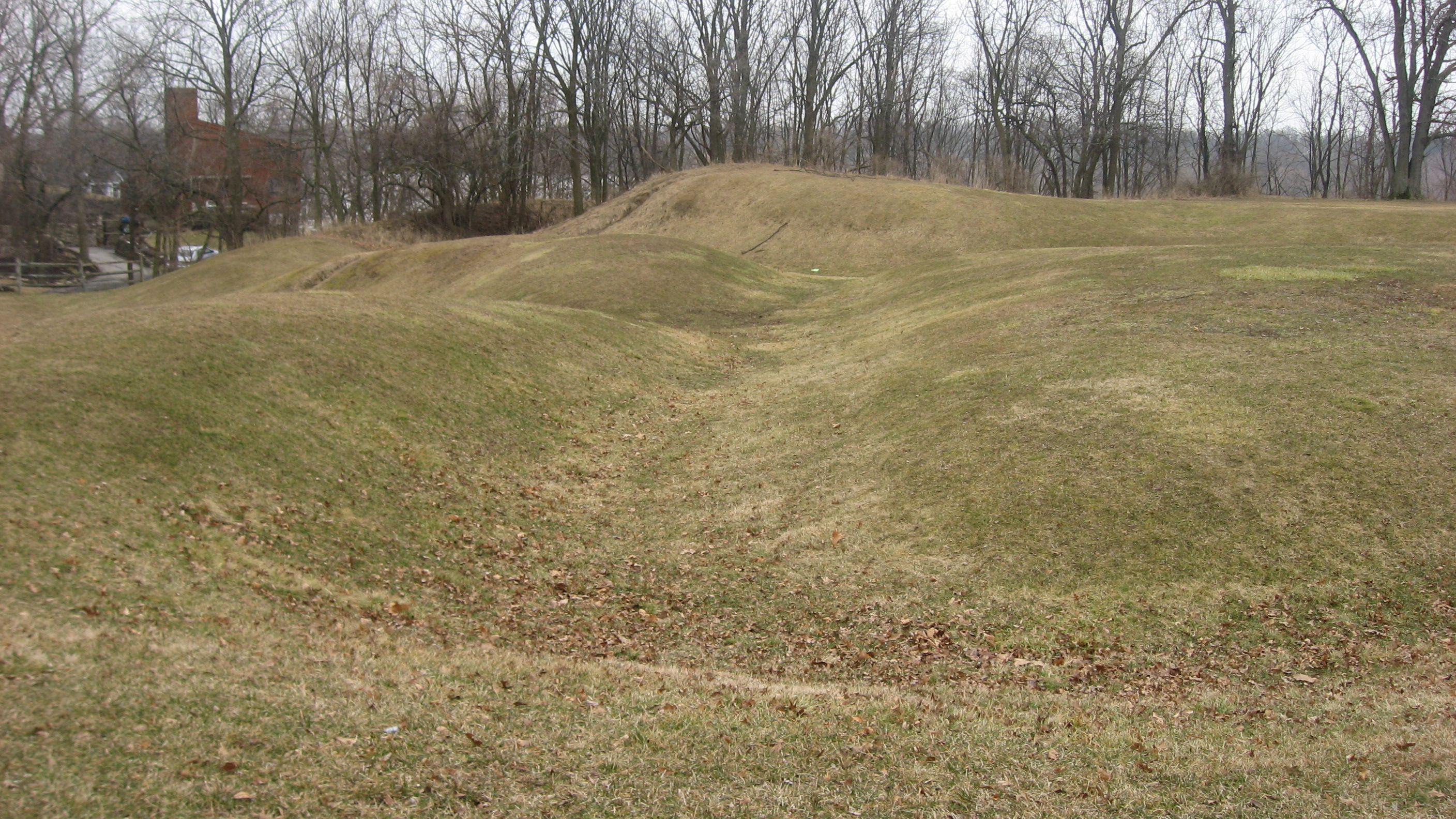
Site du Fort Miamis

La nouvelle armée de Wayne, la Légion des États-Unis, marcha vers le nord du fort Washington en 1793, établissant une ligne de forts le long du chemin. Wayne commandait plus de 4 600 hommes, avec éclaireurs choctaws et chickasaws. 
Blue Jacket a pris une position défensive le long de la rivière Maumee, non loin de l'actuelle Toledo (Ohio), où un bosquet d'arbres (les fallen timbers) avait été renversé par une récente tempête. Ils pensaient que les arbres ralentirait la progression de la Légion de Wayne. Le Fort Miami (en), un avant-poste britannique à proximité sur le sol américain, avait fourni la Confédération amérindienne des dispositifs (?). Les forces amérindiennes, d'environ 1 500, étaient composées de Shawnees de Blue Jacket, de Lenapes de Buckongahelas, les Miamis dirigés par Little Turtle, le peuple Wendat, des Ojibwés, Outaouais, Potawatomis, Mingos et une compagnie de miliciens canadiens sous le commandement du capitaine Alexander McKillop.
La bataille prit fin rapidement. Les hommes de Wayne ont pressé et fermé l'attaque avec une charge à la baïonnette. Sa cavalerie a contourné les guerriers de Blue Jacket, qui furent mis en déroute. Les Amérindiens se sont enfuis vers le Fort Miami, mais ils ont trouvé les portes fermées à leur encontre. Commandant du fort, le major William Campbell, le commandant britannique du fort Miami, a refusé d'ouvrir le fort à ses alliés amérindiens, parce qu'il ne voulait pas commencer une guerre avec les États-Unis, et les forces de Wayne remportèrent une victoire décisive. L'armée de Wayne a passé plusieurs jours à détruire les cultures dans la région et les villages amérindiens, puis se retira. L'armée de Wayne avait perdu 33 hommes et 100 avaient été blessés. Ils ont prétendu avoir trouvé 30 à 40 Amérindiens morts sur le champ de bataille. Cependant, d'après Alexander McKee du ministère des affaires indiennes, la Confédération amérindienne a perdu 19 hommes tués et un nombre indéterminé de blessés, si cela n'inclut pas les victimes dans la milice canadienne.

## Résultat

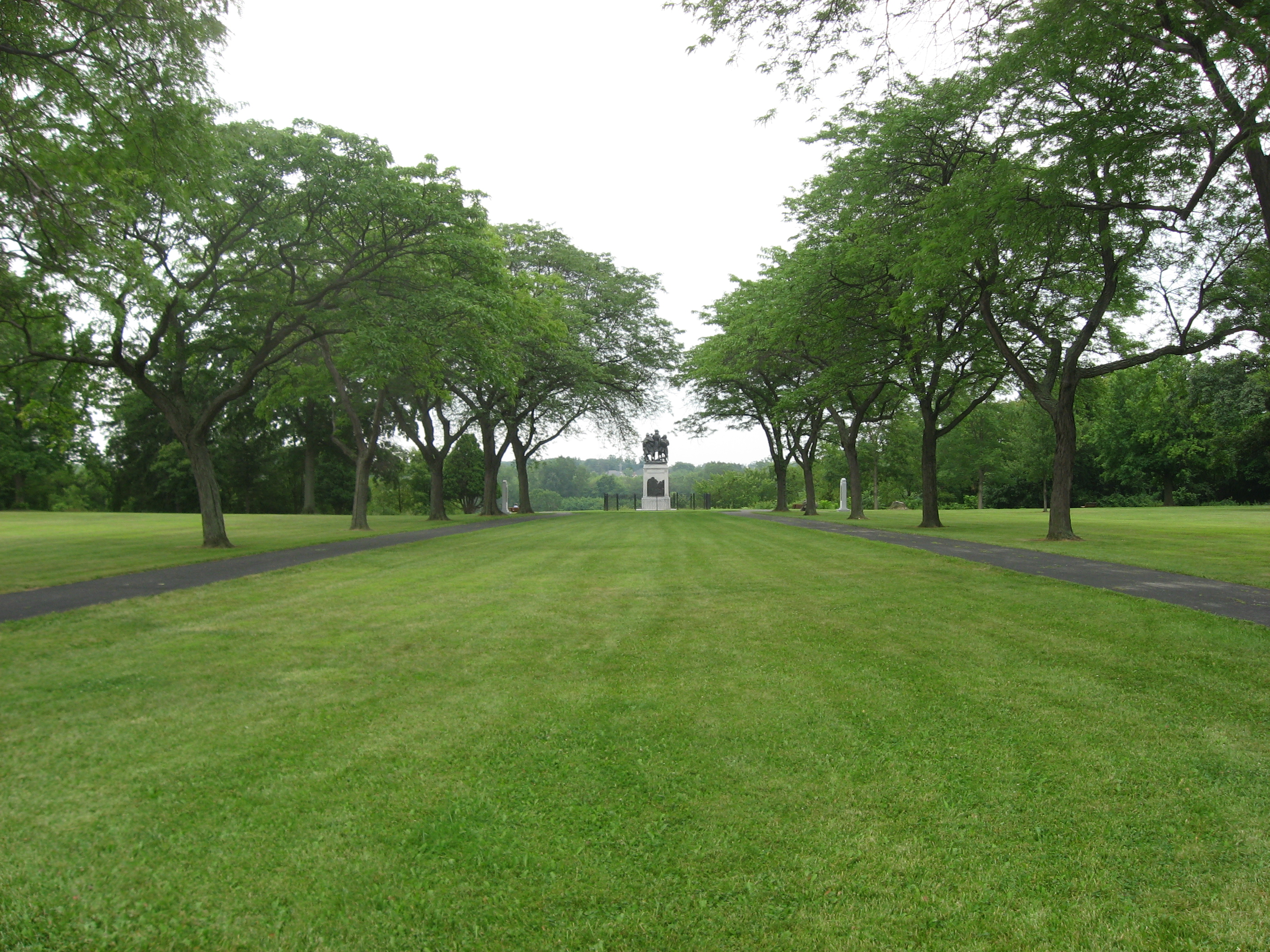
Le site de la bataille aujourd'hui

La défaite des Amérindiens a conduit à la signature du traité de Greenville en 1795, qui a cédé une grande partie de l'actuel Ohio aux États-Unis. Avant de se retirer de la zone, Wayne a commencé la construction d'une ligne de forts le long de la rivière Maumee, de son embouchure actuelle Toledo à ses origines de nos jours en Indiana. Après que Wayne soit retourné à son domicile dans l'ouest de la Pennsylvanie, le dernier de ces forts fut nommé Fort Wayne en son honneur. Son emplacement est l'emplacement de l'actuelle ville de l'Indiana. Derrière cette ligne de forts, les colons blancs s'installent dans l'Ohio, conduisant à l'admission de l'état de l'Ohio en 1803. Tecumseh, un jeune vétéran de Shawnee de Fallen Timbers qui n'avait pas signé le traité de Greenville, renouvellera la résistance amérindien dans les années à venir.